# János Rátkai
János Rátkai, né le 30 mai 1951 à Kunszentmiklós, est un kayakiste hongrois. 

## Carrière
János Rátkai participe aux Jeux olympiques de 1972 à Munich et remporte la médaille d'argent en K-2 1000m avec József Deme.